# Zaragoza, Nueva Ecija
Zaragoza là đô thị hạng 4 ở tỉnh Nueva Ecija, Philippines. Theo điều tra dân số gần đây nhất của Philipin, đô thị này có dân số a population of 40.355 người trong 7.599 hộ.

## Barangay
Zaragoza được chia thành 19 barangay.
| - Batitang - Carmen - Concepcion - Del Pilar - General Luna - H. Romero - Macarse - Manaul - Mayamot - Pantoc | - San Vicente (Pob.) - San Isidro - San Rafael - Santa Cruz - Santa Lucia Old - Santa Lucia Young - Santo Rosario Old - Santo Rosario Young - Valeriana |